# Aïn Beida Harriche
Aïn Beida Harriche (em árabe: عين البيضاء حريش) é uma cidade e comuna localizada na província de Mila, Argélia. Segundo o censo de 2008, a população total da cidade era de 21 013 habitantes.